# Michael Olunga
Michael Olunga (sinh ngày 26 tháng 3 năm 1994) là một cầu thủ bóng đá chuyên nghiệp người Kenya. Anh chơi ở vị trí tiền đạo cho câu lạc bộ Qatar Al-Duhail và đội tuyển quốc gia Kenya.

## Đội tuyển bóng đá quốc gia Kenya
Michael Olunga thi đấu cho đội tuyển bóng đá quốc gia Kenya từ năm 2015.

## Thống kê sự nghiệp

### Câu lạc bộ
Tính đến 10 tháng 5 năm 2021
| Câu lạc bộ     | Season         | Giải đấu             | Giải đấu | Giải đấu | Cúp QG | Cúp QG | Cúp liên đoàn | Cúp liên đoàn | Khác | Khác | Tổng | Tổng |
| Câu lạc bộ     | Season         | Hạng đấu             | Trận     | Bàn      | Trận   | Bàn    | Trận          | Bàn           | Trận | Bàn  | Trận | Bàn  |
| -------------- | -------------- | -------------------- | -------- | -------- | ------ | ------ | ------------- | ------------- | ---- | ---- | ---- | ---- |
| Djurgårdens IF | 2016           | Allsvenskan          | 27       | 12       | 1      | 0      | –             | –             | –    | –    | 28   | 12   |
| Guizhou        | 2017           | Chinese Super League | 9        | 2        | 0      | 0      | –             | –             | –    | –    | 9    | 2    |
| Girona (mượn)  | 2017–18        | La Liga              | 14       | 3        | 2      | 0      | –             | –             | 1    | 0    | 17   | 3    |
| Kashiwa Reysol | 2018           | J1 League            | 10       | 3        | –      | –      | 0             | 0             | –    | –    | 10   | 3    |
| Kashiwa Reysol | 2019           | J2 League            | 30       | 27       | 0      | 0      | 3             | 2             | –    | –    | 33   | 29   |
| Kashiwa Reysol | 2020           | J1 League            | 32       | 28       | –      | –      | 3             | 1             | –    | –    | 35   | 29   |
| Kashiwa Reysol | Tổng           | Tổng                 | 72       | 58       | 0      | 0      | 6             | 3             | –    | –    | 78   | 61   |
| Al-Duhail      | 2020–21        | Qatar Stars League   | 9        | 6        | 3      | 5      | 2             | 0             | 8    | 9    | 22   | 20   |
| Tổng sự nghiệp | Tổng sự nghiệp | Tổng sự nghiệp       | 131      | 81       | 6      | 5      | 8             | 3             | 9    | 9    | 154  | 98   |

1. ↑  Ra sân ở Copa Catalunya
2. ↑  Ra sân ở Emir of Qatar Cup
3. ↑  Ra sân ở Qatar Cup
4. ↑  Ra sân ở FIFA Club World Cup và AFC Champions League

### Quốc tế
| Đội tuyển bóng đá Kenya | Đội tuyển bóng đá Kenya | Đội tuyển bóng đá Kenya |
| Năm                     | Trận                    | Bàn                     |
| ----------------------- | ----------------------- | ----------------------- |
| 2015                    | 13                      | 6                       |
| 2016                    | 8                       | 1                       |
| 2017                    | 5                       | 5                       |
| 2018                    | 6                       | 2                       |
| 2019                    | 8                       | 4                       |
| 2021                    | 6                       | 3                       |
| Tổng cộng               | 46                      | 21                      |